# SAMPLE BANG!
『SAMPLE BANG!』（サンプル バン!）は、SMAPの16枚目のオリジナル・アルバム。 2005年7月27日にビクターエンタテインメントから発売。

## 解説
西暦が奇数の年に発売された最後のオリジナル・アルバム。次回作『Pop Up! SMAP』以降は西暦が偶数の年のみオリジナル・アルバムが発売される。
タイトルの「SAMPLE」とは、2年ぶりのオリジナルアルバムなので、SMAPのいろんな面（=サンプル）を聴いてもらおう、何でもやってしまおうと言う意味。初回生産分のみスペシャルパッケージ仕様。
SMAP初の3枚組仕様となっており、オリジナルアルバム（SAMPLE BANG!）+リミックス・アルバム（KAIZOKU BANG!）+ソロ・アルバム（HIGH BANG!）で構成されている。ディスクごとのサブタイトルは、サンプル盤、海賊盤、廃盤とかけてある。
同日発売のシングル「BANG! BANG! バカンス!」は未収録である。
ジャケットデザインはデザイナーの佐藤可士和が手掛けた。
本作のオリジナル・アルバムよりタイトルにナンバリングが付かなくなった（本作から18thアルバム「super.modern.artistic.performance」まではテーマ曲に、20thアルバムWe are SMAP!まではシュリンクのシールの説明にナンバリングが付いていた）。

## チャート成績
- 2005年8月8日付のオリコン週間アルバムチャートで、初週28.5万枚を売り上げ、初登場1位を獲得した[1]。累計売上は40.2万枚（オリコン調べ）。
- 3枚組以上のアルバムがオリコンチャートで首位を獲得したのは、椎名林檎の『絶頂集』以来、4年10か月ぶりである（Cocco『ベスト+裏ベスト+未発表曲集』は初回のみ3枚組なので除く）。

## 収録曲

### DISC-1「SAMPLE BANG!」
1. Theme of 017（inst.）
作曲・編曲:中塚武
2. Yeah Oh!
作詞・作曲:T2ya  / 編曲:h-wonder  / ホーンアレンジ:山本拓夫
3. 退屈な日曜日
作詞・作曲:横山剣 / 編曲:横山剣・小野瀬雅生・高橋利光 / ホーンアレンジ:横山剣・中西圭一・Tiro the Dog Homes
4. Dawn
作詞・作曲:森元康介 / 編曲:中野雄太・森元康介 / ストリングスアレンジ:中野雄太
香取慎吾主演 フジテレビ系ドラマ「幽かな彼女」合唱曲
6thベストアルバム「SMAP 25 YEARS」にも収録された。
5. 僕の太陽
作詞・作曲:宮沢和史 / 編曲:森俊之
6. HOLIDAY IN THE SUN
作詞・RAP詞:Lori Fine（COLDFEET） / RAP詞:SHINGO & GARTHE / 作曲・編曲:Ahn Jeong hoone
全英詞の楽曲であり、中居・木村・香取に歌詞カードには記載されていないラップパートがある。
7. Fine, Peace! - 木村拓哉・草彅剛・香取慎吾
作詞:佐原けいこ / 作曲:日比野元気 / 編曲:春川仁志
5thベスト・アルバム「SMAP AID」、6thベスト・アルバム「SMAP 25 YEARS」にも収録されている。
8. 夏楽園 ～clap your hands～
作詞:H.U.B.・ARCHIBOLD / RAP詞:Lowarth / 作曲:ARCHIBOLD / 編曲:中西亮輔 / コーラスアレンジ:知野芳彦
木村のソロパートに「What's up」という言葉が出てくる。これは、木村が持つ自身のラジオ番組「木村拓哉のWhat's up SMAP」のタイトルに使われている言葉であり、そのため、木村が自分からこの部分のソロパートを希望している（「木村拓哉のWhat's up SMAP」内で木村が発言）。
9. クイズの女王 - 稲垣吾郎・香取慎吾
作詞・作曲・編曲:小西康陽
フジテレビ系「FNS26時間テレビ 国民的なおもしろさ! 史上最大!! 真夏のクイズ祭り 26時間ぶっ通しスペシャル」テーマソング
10. Dandy Darlin' 
作詞:篠崎隆一 / 作曲・編曲:m-takeshi
11. Sweet Summer Surfing Season
作詞・作曲・編曲:タカチャ / コーラスアレンジ:知野芳彦
12. 友だちへ〜Say What You Will〜
作詞:エリック・クラプトン / 作曲:エリック・クラプトン & サイモン・クライミー / 日本語詞:竹内まりや / 編曲:小林武史
36thシングル
13. It's a wonderful world.
作詞:Satomi / 作曲:松本良喜 / 編曲:CHOKKAKU / コーラスアレンジ:松本良喜

### DISC-2「KAIZOKU BANG!」
1. はだかの王様 〜シブトクつよく〜（SPACE COWBOY REMIX）
作詞:森浩美 / 作曲:庄野賢一
21stシングルのリミックスバージョン
2. ダイナマイト（MJ COLE REMIX）
作詞:森浩美 / 作曲:小森田実
24thシングルのリミックスバージョン
3. SHAKE（BOOM BOOM SATELLITES REMIX）
作詞:森浩美 / 作曲:小森田実
23rdシングルのリミックスバージョン
4. オリジナル スマイル/青いイナズマ（Phasio REMIX）
作詞:森浩美 / 作曲:Mark Davis（オリジナル スマイル）
作詞:森浩美 / 作曲:林田健司（青いイナズマ）
13th/22ndシングルのリミックスバージョン

### DISC-3「HIGH! BANG!」
1. ブリブリマン - 中居正広
作詞:N.マッピー・井手コウジ / 作曲:N.マッピー・NAT All Stars
2. SPECIAL - 木村拓哉
作詞・作曲・編曲:シライシ紗トリ
3. To be continued... - 稲垣吾郎
作詞:村野直球 / 作曲・編曲:藤本和則 / コーラスアレンジ:高橋哲也
4. ハヌル 〜ヨン ウォナン サラン〜 （そら 〜永遠の愛〜） - 草彅剛
作詞:M(Minwoo) / 訳詞:草彅剛 / 作曲・編曲:BJ-J(Seong-Je Hwang) / Chorus:Hyesung[2]
1番は日本語、2番は韓国語で歌唱。作詞は韓国の音楽グループ「神話（SHINHWA）」のイ・ミヌ。コーラスも同じく「神話」のシン・ヘソン。タイトルを決めた草彅は副題を『ム ハナン サラン』（無限の愛）としたかったが連絡ミスで現タイトルとなった。
韓国ドラマ『サマービーチ〜海辺へ行こう〜 (ko:해변으로 가요) 』（2005年、SBS）挿入歌（ヘソンと草彅のデュエット、全編韓国語）。アルバム『海辺へ行こう オリジナル・サウンドトラック』韓国版収録（日本版未収録）。
5. Shigusa - 香取慎吾
作詞・作曲・編曲:タカチャ

## テレビ出演
Dawn
- 『SMAP×SMAP』（2005年9月12日、関西テレビ・フジテレビ）
この回の音楽コーナー「S-Live」でテレビ初披露。

Fine, Peace!
- 『SMAP×SMAP』（2015年6月29日、関西テレビ・フジテレビ）
この回の音楽コーナー「S-Live」のテーマ「一度も歌ったことが無い5曲を“SMAP SELECT5“」にてテレビ初披露。

夏楽園 ～clap your hands～
- 『SMAP×SMAP』（2005年8月22日、関西テレビ・フジテレビ）
この回の音楽コーナー「S-Live」でテレビ初披露。

It's a wonderful world.
- 『SMAP×SMAP』（2005年11月14日、関西テレビ・フジテレビ）
この回の音楽コーナー「S-Live」でテレビ初披露。